# Henrick de Keijserstraat
De Henrick de Keijserstraat is een straat in Amsterdam-Zuid.

## Geschiedenis en ligging
De naam Henrick de Keijserstraat, vernoemd naar stadsarchitect Hendrick de Keyser, werd voorgedragen tijdens een raadsvergadering van juni 1880, maar het is niet duidelijk of dat gold voor de straat die later die naam kreeg. Amsterdam kwam destijds hier niet verder dan de Govert Flinckstraat en het gebied waar de latere straat in kwam te liggen behoorde nog toe aan Nieuwer-Amstel. Per raadsvergadering 15 april 1903, als Amsterdam een flink deel van Nieuwer-Amstel heeft geannexeerd, wordt de naam definitief aan de straat toebedeeld. De straat begint dan aan de Van Ostadestraat en loopt zuidwaarts. Ze krijgt later haar eind aan het Henrick de Keijserplein, dat pas in 1915 officieel haar naam kreeg.

## Gebouwen
Die geschiedenis is ook terug te vinden in de bebouwing van twee delen straat. Het eerste deel draagt aan de even zijde de huisnummers 4 tot met 12 en komt uit circa 1910. Dit deel wordt afgesloten met een gebouw uit 1903, dat enige tijd onderdak bood aan de GGD (zittingslokaal). Aan de oneven zijde van het eerste deel staat op de hoek met de Rustenburgerstraat 246 een school, die uit 1903 stamt en in de eclectische stijl ontworpen is door de Dienst der Publieke Werken. Het heeft een kasteelachtig uiterlijk in het midden van de gevel. Van veel recentere datum in het eerste deel is het gemeentelijk monument Afrikahuis op de hoek van de Van Ostadestraat uit 1968.

Het zuidelijke deel van de straat wordt in beslag genomen door twee setjes van zes woningen ontworpen door Arend Jan Westerman, gebouwd rond 1927. Deze setjes zijn symmetrisch ten opzichte van elkaar aan weerszijden van de straat geplaatst. De panden werden in de jaren nul van de 21e eeuw benoemd als Bakkerpanden, gebouwen waarmee vastgoedeigenaar G.W. Bakker probeerde te speculeren. Niet veel later kocht Stadgenoot de panden op en renoveerde ze. De gebouwen hebben een voor de buurt typische kleuring; een geelbruine plint met daarboven donker baksteen.   

## Kunst
De straat was lange tijd nauwelijks voorzien van kunst in de openbare ruimte. Westerman had in zijn ontwerp in zijn eigen stijl van de Amsterdamse School wel wat plastiekjes (sluitstenen onder de schoorstenen) voorgeschreven aan de gevels. Door particulier initiatief is huisnummer 13, hier woont musicus Menno van Delft, voorzien van een etalage met daarin afbeeldingen van oude muziekinstrumenten. Vanaf 2010 is in het zuidelijke deel de straatschildering Straatkleed Henrick de Keijserstraat te zien van Marjet Wessels Boer, waarin wordt verwezen naar de naamgever van de straat, maar ook buurtbewoners. De schildering is over bijna de volle lengte en breedte van de straat aangebracht. De Amsterdamse-schoolstijl is terug te vinden in een door Pieter Lucas Marnette ontworpen schakelkast.

## Afbeeldingen

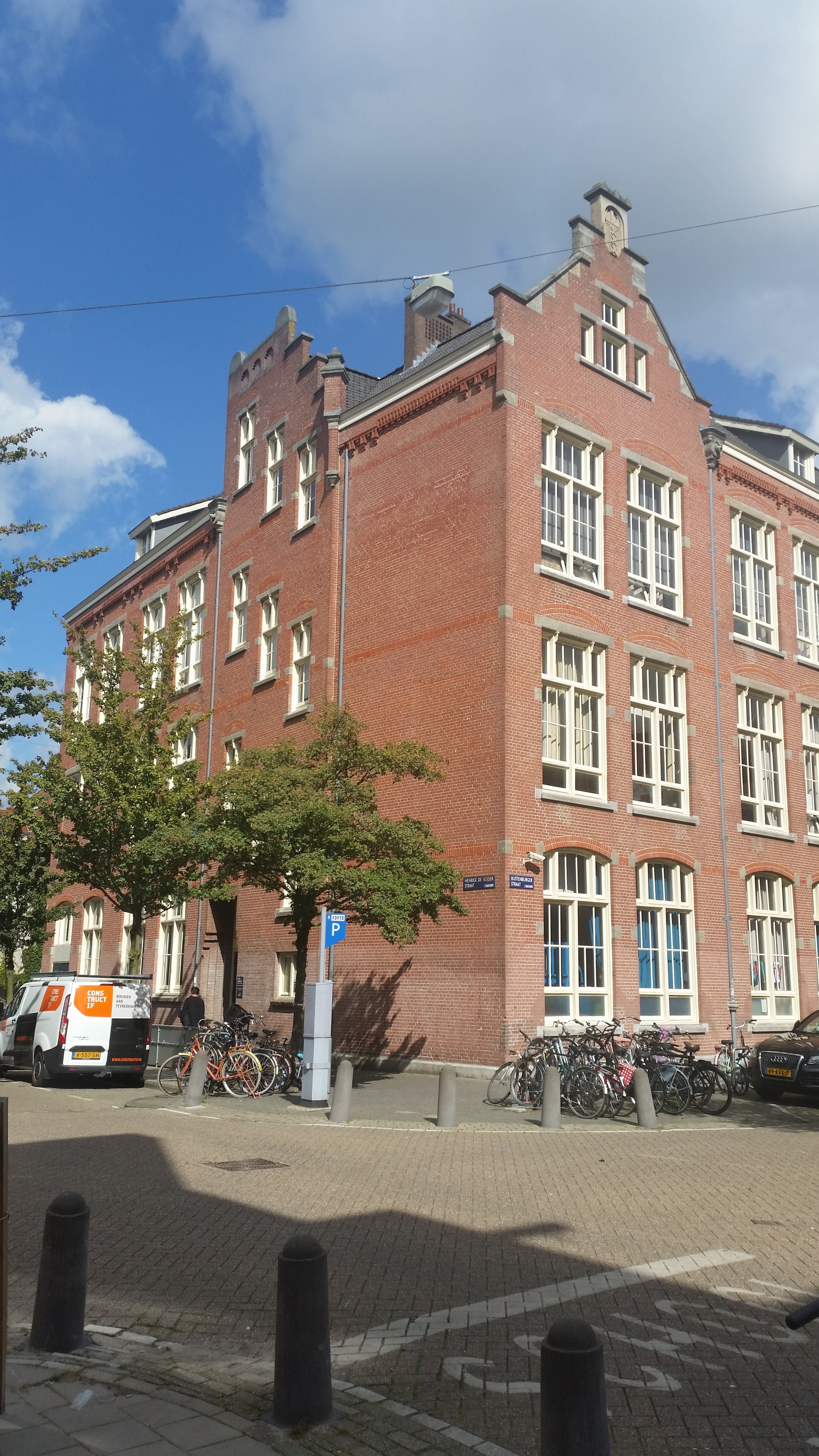
School op nr 11 (september 2019)
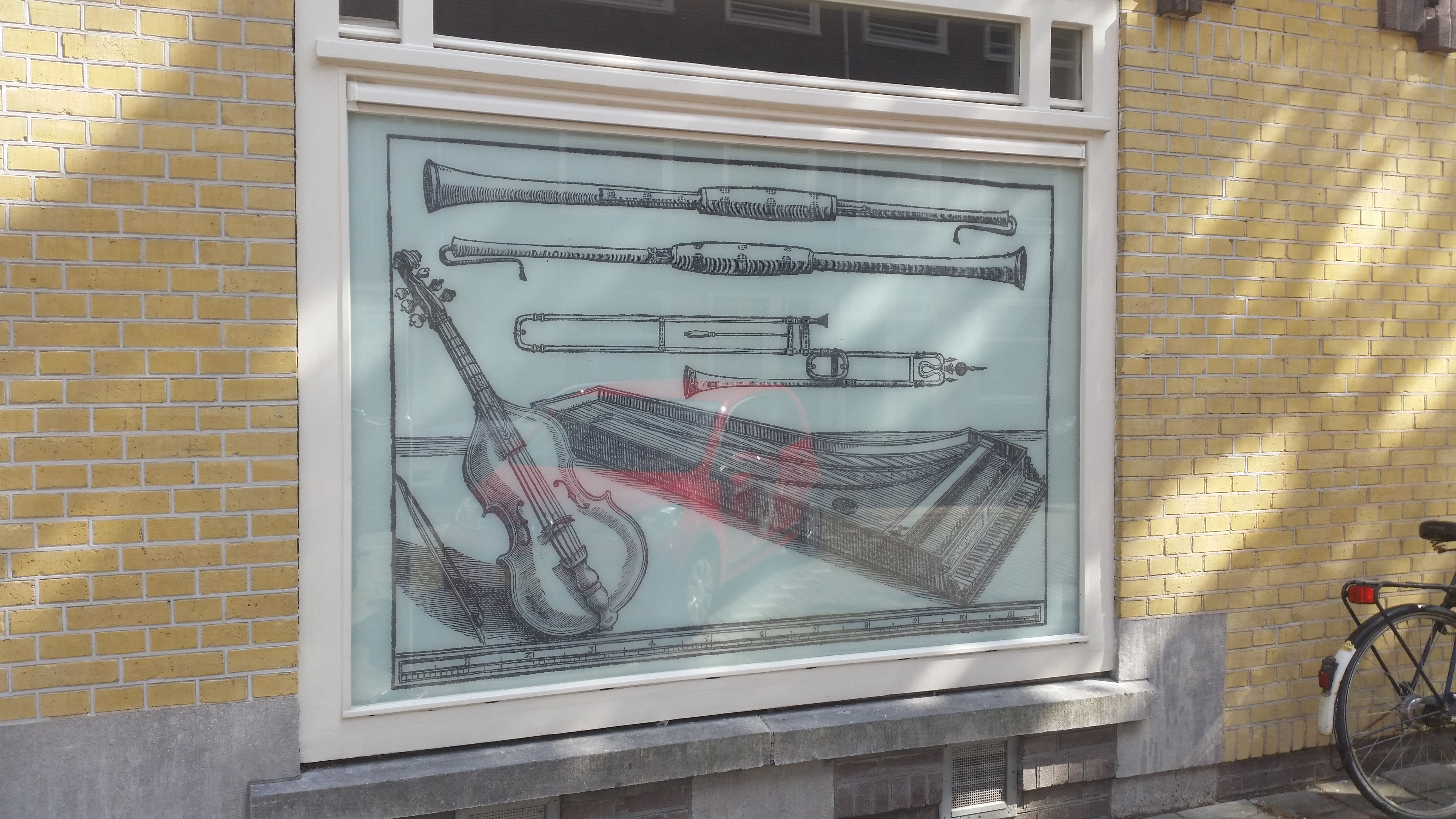
Etalage op nr. 13-15 (september 2019)
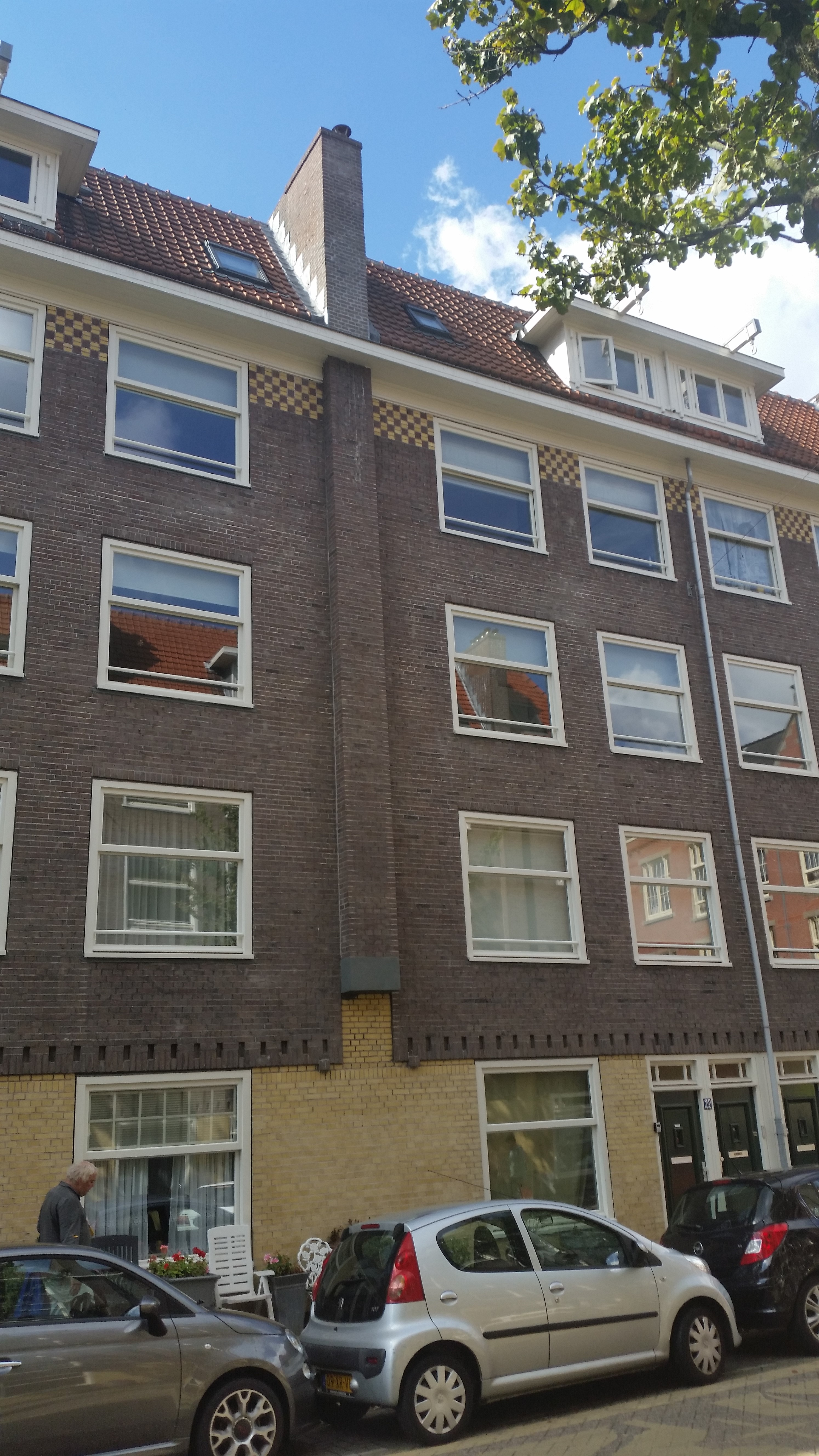
Huisnummer 22 (september 2019)
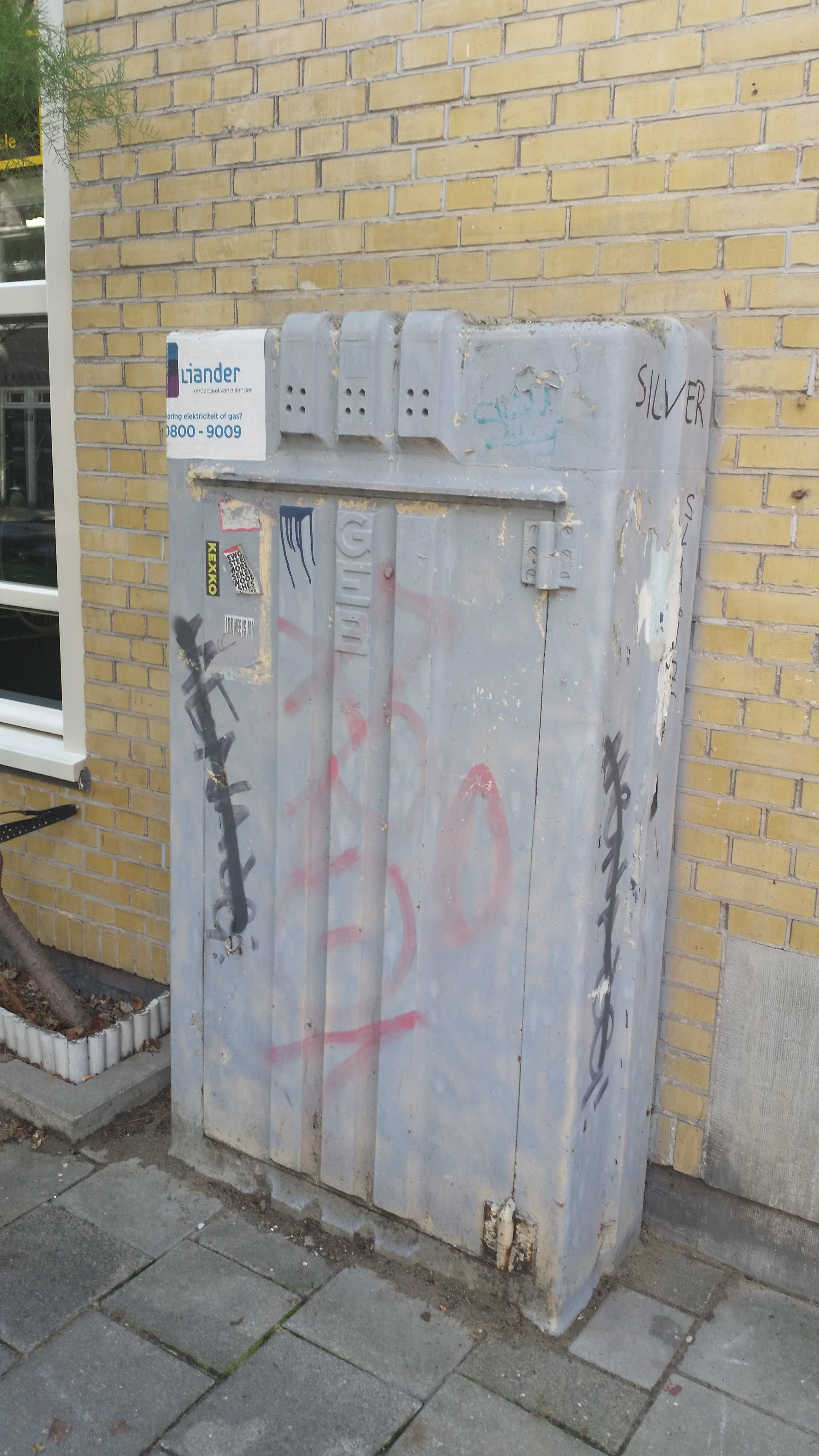
Schakelkast (september 2019)